# Reynoutria mizushimae
Reynoutria mizushimae är en slideväxtart som beskrevs av Yokouchi och Tatemi Shimizu. Reynoutria mizushimae ingår i släktet jättesliden, och familjen slideväxter. Inga underarter finns listade i Catalogue of Life.